# Canada ved sommer-OL 2024
Canada deltog i sommer-OL 2024 i Paris, Frankrig i perioden 26. juli til 11. august 2024.
Udøvere for Canada vandt totalt 28 medaljer, herunder 9 guldmedaljer.
Den 24. juli 2024 blev sprinteren Andre De Grasse og vægtløfteren Maude Charron udpeget som landets flagbærere til åbningsceremonien.
I mellemtiden, den 11. august 2024, blev den olympiske mester i hammerkast Ethan Katzberg og flere gange guldvinderen Summer McIntosh udnævnt til Canadas flagbærere ved afslutningsceremoni.

## Medaljer
| 2024 Paris | Guld | Sølv | Bronze | Total |
| Canada     | 9    | 7    | 12     | 28    |

### Medaljevinderne
| Canada under sommer-OL 2024 i Paris | Canada under sommer-OL 2024 i Paris | Canada under sommer-OL 2024 i Paris | Canada under sommer-OL 2024 i Paris | Canada under sommer-OL 2024 i Paris |
| Medalje                             | Navn | Sport                               | Event                               | Dato                                |
| ----------------------------------- | --- | ----------------------------------- | ----------------------------------- | ----------------------------------- |
| Guld                                | Christa Deguchi | Judo                                | Damernes 57 kg                      | 29. juli                            |
| Guld                                | Summer McIntosh | Svømning                            | Damernes 400 m individuel medley    | 29. juli                            |
| Guld                                | Summer McIntosh | Svømning                            | Damernes 200 m butterfly            | 1. august                           |
| Guld                                | Summer McIntosh | Svømning                            | Damernes 200 m individual medley    | 3. august                           |
| Guld                                | Ethan Katzberg | Atletik                             | Herrernes hammerkast                | 4. august                           |
| Guld                                | Camryn Rogers | Atletik                             | Damernes hammerkast                 | 6. august                           |
| Guld                                | Jerome Blake Aaron Brown Andre De Grasse Brendon Rodney | Atletik                             | Herrernes 4×100 m stafet            | 9. august                           |
| Guld                                | Katie Vincent | Kano og kajak                       | Women's C-1 200 m                   | 10. august                          |
| Guld                                | Philip Kim | Breakdance                          | B-Boys                              | 10. august                          |
| Sølv                                | Summer McIntosh | Svømning                            | Damernes 400 m fri                  | 27. juli                            |
| Sølv                                | Canadas nationale syverrugbyhold Caroline Crossley Olivia Apps Alysha Corrigan Asia Hogan-Rochester Chloe Daniels Charity Williams Florence Symonds Carissa Norsten Krissy Scurfield Fancy Bermudez Piper Logan Keyara Wardley | Syvmandsrugby                       | Women's tournament                  | 30. juli                            |
| Sølv                                | Abigail Dent Caileigh Filmer Kasia Gruchalla-Wesierski Maya Meschkuleit Sydney Payne Jessica Sevick Kristina Walker Avalon Wasteneys Kristen Kit (cox)                                                                         | Roning                              | Women's eight                       | 3. august                           |
| Sølv                                | Josh Liendo | Svømning                            | Herrernes 100 m butterfly           | 3. august                           |
| Sølv                                | Maude Charron | Vægtløftning                        | Damernes 59 kg                      | 8. august                           |
| Sølv                                | Melissa Humana-Paredes Brandie Wilkerson | Beachvolleyball                     | Damernes turnering                  | 9. august                           |
| Sølv                                | Marco Arop | Atletik                             | Herrernes 800 m                     | 10. august                          |
| Bronze                              | Eleanor Harvey | Fægtning                            | Damernes fleuret                    | 28. juli                            |
| Bronze                              | Rylan Wiens Nathan Zsombor-Murray | Udspring                            | Men's synchronized 10 m platform    | 29. juli                            |
| Bronze                              | Ilya Kharun | Svømning                            | Herrernes 200 m butterfly           | 31. juli                            |
| Bronze                              | Sophiane Méthot | Gymnastik                           | Damernes trampolin                  | 2. august                           |
| Bronze                              | Félix Auger-Aliassime Gabriela Dabrowski | Tennis                              | Mixed double                        | 2. august                           |
| Bronze                              | Kylie Masse | Svømning                            | Damernes 200 m ryg                  | 2. august                           |
| Bronze                              | Ilya Kharun | Svømning                            | Herrernes 100 m butterfly           | 3. august                           |
| Bronze                              | Wyatt Sanford | Boksning                            | Herrernes 63.5 kg                   | 4. august                           |
| Bronze                              | Alysha Newman | Atletik                             | Damernes stangspring                | 7. august                           |
| Bronze                              | Skylar Park | Taekwondo                           | Women's 57 kg                       | 8. august                           |
| Bronze                              | Sloan MacKenzie Katie Vincent | Kano og kajak                       | Women's C-2 500 m                   | 9. august                           |